# Larchamp (Mayenne)
Larchamp è un comune francese di 1 075 abitanti situato nel dipartimento della Mayenne nella regione dei Paesi della Loira.

## Società

### Evoluzione demografica
Abitanti censiti